# Verrerie
 (avril 2023).
Si vous disposez d'ouvrages ou d'articles de référence ou si vous connaissez des sites web de qualité traitant du thème abordé ici, merci de compléter l'article en donnant les références utiles à sa vérifiabilité et en les liant à la section « Notes et références ».

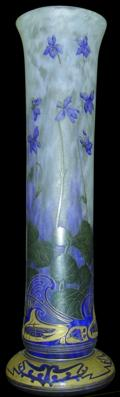
Vase au grillons de la verrerie Daum à Nancy vers 1900.

La verrerie est l’art de la fabrication du verre. Elle désigne aussi l’atelier du verrier et l’ouvrage en verre.
Depuis l’Égypte ancienne, le verre fascine par ses propriétés étranges. Translucide ou transparent, il se travaille au feu, un peu comme un métal. Fragile, il est aussi très dur une fois figé dans la forme qu’on lui a donnée.

## Équipement et outillage

### L’atelier du maître verrier artisanal
Comme on peut le voir au musée des traditions verrières de la ville d’Eu (76), l’atelier contient généralement :
- un four constitué d’un ensemble de briques réfractaires capables de supporter de hautes températures obtenues progressivement ;
- une composition, soit l’ensemble des matériaux qui, en fusion, donneront du verre. Lors de démonstrations publiques, si les créations ne sont pas destinées à être conservées, le verrier mettra à fondre des fragments de verre ordinaire ;
- un jeu de cannes à souffler métalliques et d’ouvertures variables ;
- un banc de verrier, sorte de large siège en bois avec un appui métallique latéral sur lequel le verrier pose sa canne pour travailler sa paraison ; cette « goutte de verre » en fusion est « cueillée » (de cueiller, terme propre à la verrerie et non pas de cueillir) dans le four en faisant rouler la canne. Pendant cette opération de « roulage », le maître verrier utilise pleinement toute sa connaissance de la viscosité relative du verre selon sa température afin de le modeler comme il l’entend (pour obtenir un « vide » au milieu de la paraison, pour travailler ensuite un vase par exemple, le verrier va souffler dans sa canne puis faire monter l’air. Il est alors possible de voir le vide se former lors de l’arrivée de l’air. Plusieurs retours au four pour réchauffer la matière sont possibles, comme le maître verrier peut aussi se lever et imprimer un mouvement de balancement de la canne afin d’une part de refroidir son travail, d’autre part de l’équilibrer si besoin est ;
- des pinces, que le maître verrier utilise par exemple pour « serrer » une paraison afin d’obtenir un col de vase par exemple, ou pour « attraper » le verre et le façonner, par exemple pour réaliser les pattes ou la crinière d’un petit cheval ;
- une sorte de taloche en bois recouverte de papier journal mouillé, qui permet à l’artiste de « lisser » son œuvre, par exemple lorsqu’il veut matérialiser le fond d’un vase. Le papier est mouillé pour ne pas s’enflammer au contact du verre ;
- des émaux, c’est-à-dire des colorations que l'artiste incorpore comme il le souhaite en roulant la paraison dessus ;
- un dispositif de recuisson, c’est-à-dire un four plus calme et utilisé plus longuement. En effet, et pour éviter les chocs thermiques qui provoqueraient la cassure de l'œuvre finale, il est nécessaire de la recuire afin de la stabiliser.

N.B. : le maître verrier peut utiliser plusieurs cannes. Il est aussi intéressant de le voir séparer l'œuvre finie de la canne à souffler. Il imprime un mouvement sec du poignet, ce qui « casse » la jonction entre la canne et l'œuvre. Il subsiste alors une marque dite « marque du pontil ». Non éliminée, celle-ci rappelle que l'œuvre a été soufflée par un maître verrier.

## Technique de façonnage du verre

### Verre soufflé
Les souffleurs de verre font chauffer une boule de verre au bout d'une canne (tube métallique creux), et soufflent dans cette canne pour faire gonfler le verre et réaliser le vide intérieur. Puis, ils étirent, aplatissent, percent cette boule pour lui donner sa forme finale. Une fois durci, certains le dépolissent pour réaliser des motifs.

### Pâte de verre
C’est sans aucun doute la plus ancienne des techniques verrières. Égyptiens et Phéniciens en faisaient des amulettes, bijoux et décors précieux du mobilier funéraire. Rapidement concurrencée par le soufflage, cette technique a peu à peu disparu. Vers la fin du XIXe siècle, la pâte de verre est remise à la mode par Henry Cros, sculpteur symboliste passionné d’archéologie. Ses recherches suscitèrent d’autres vocations bien accueillies par les frères Daum à Nancy.
Cette technique, découverte à l'origine par les Égyptiens, a été réinventée presque simultanément par Henry Cros, François Décorchemont et Georges Despret dans la deuxième partie du XIXe siècle. Elle fut rapidement utilisée, notamment dans le verre d'art. Amalric Walter, Gabriel Argy-Rousseau s'y sont illustrés.
Le moule de la pièce à réaliser est fabriqué en un matériau réfractaire (à base de kaolin par ex.) selon diverses techniques dont la cire perdue. Après cuisson, par paliers destinés à éviter les fissures, le moule est refroidi et garni de poudres ou de granulés de verres colorés diversement suivant le décor recherché. Une nouvelle cuisson a lieu et, après refroidissement, le moule est détruit délicatement par un moyen chimique ou mécanique pour dégager la pièce dont la forme et les couleurs auront été parfaitement contrôlées.

### Thermo-formage
Cette technique consiste à poser à froid une ou des feuilles de verre, éventuellement coloré, sur une forme réfractaire dont elles épouseront le relief à la cuisson. Le bombeur de verre cintre ainsi des verres pour fabriquer des lampadaires, des vitrines d'argentier, des globes d'horloges ou de couronnes de mariés qui les protègent de la poussière.

### Fritte
Composition de verre, colorée à l'aide d'oxydes métalliques, portée à fusion et trempée dans un bain d'eau froide afin de la réduire en granulés servant à l'élaboration d'émaux ou de « balottes » (barres) colorées, matériaux de base des verriers. Utilisé pour colorer le verre

## Histoire du verre

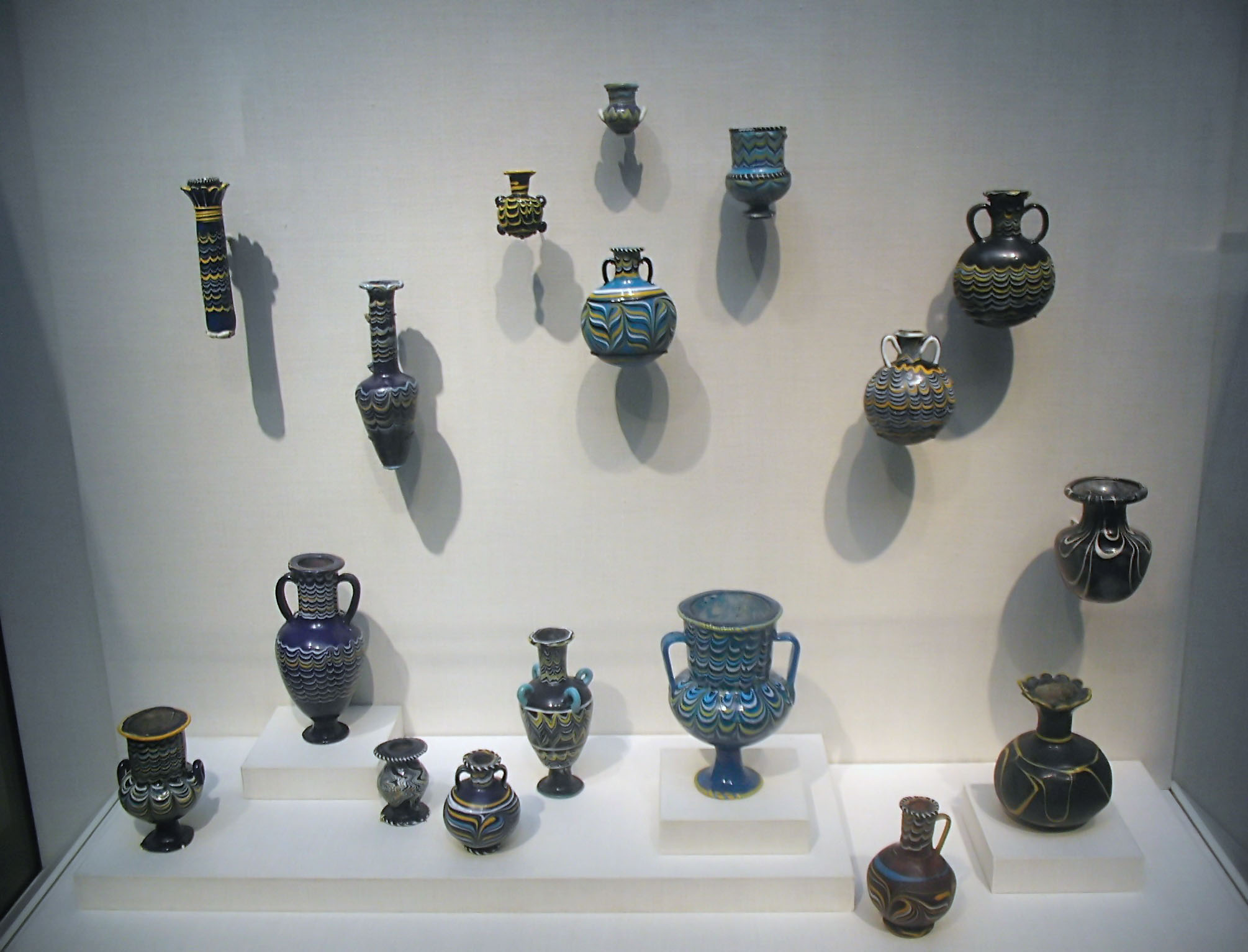
Objets égyptiens en verre de la période du Nouvel Empire.

L'homme a commencé à fabriquer du verre il y a environ 5 000 ans, dans la région du Croissant fertile et la vallée du Nil. Le verre fut probablement utilisé à des fins pratiques pour la première fois dans l'Égypte antique, où les articles en verre étaient considérés comme des objets de luxe. Étant donné leur fragilité, on ne les retrouve que dans les tombes de prêtres et de membres de la famille royale. À l'origine, pour fabriquer des récipients de verre, on recouvrait un noyau d'argile de verre fondu, et on retirait ensuite ce noyau lorsque le verre refroidissait. Quand la canne de souffleur fut inventée vers 100 av. J.-C. en Phénicie, les verriers purent créer des récipients plus grands en beaucoup moins de temps. Cette technique gagna Rome, où les articles de verre furent très prisés et acquirent un statut plus populaire. Puis le nouvel art du soufflage du verre se répandit dans toute l'Europe avec l'expansion de l'Empire romain.

## Formes du verre

### Perle de verre
Le savoir-faire de l'artisanat de la perle de verre en France est inscrit à l'inventaire du patrimoine culturel immatériel en France en 2018.

## Les grands noms de l'art verrier et leurs œuvres

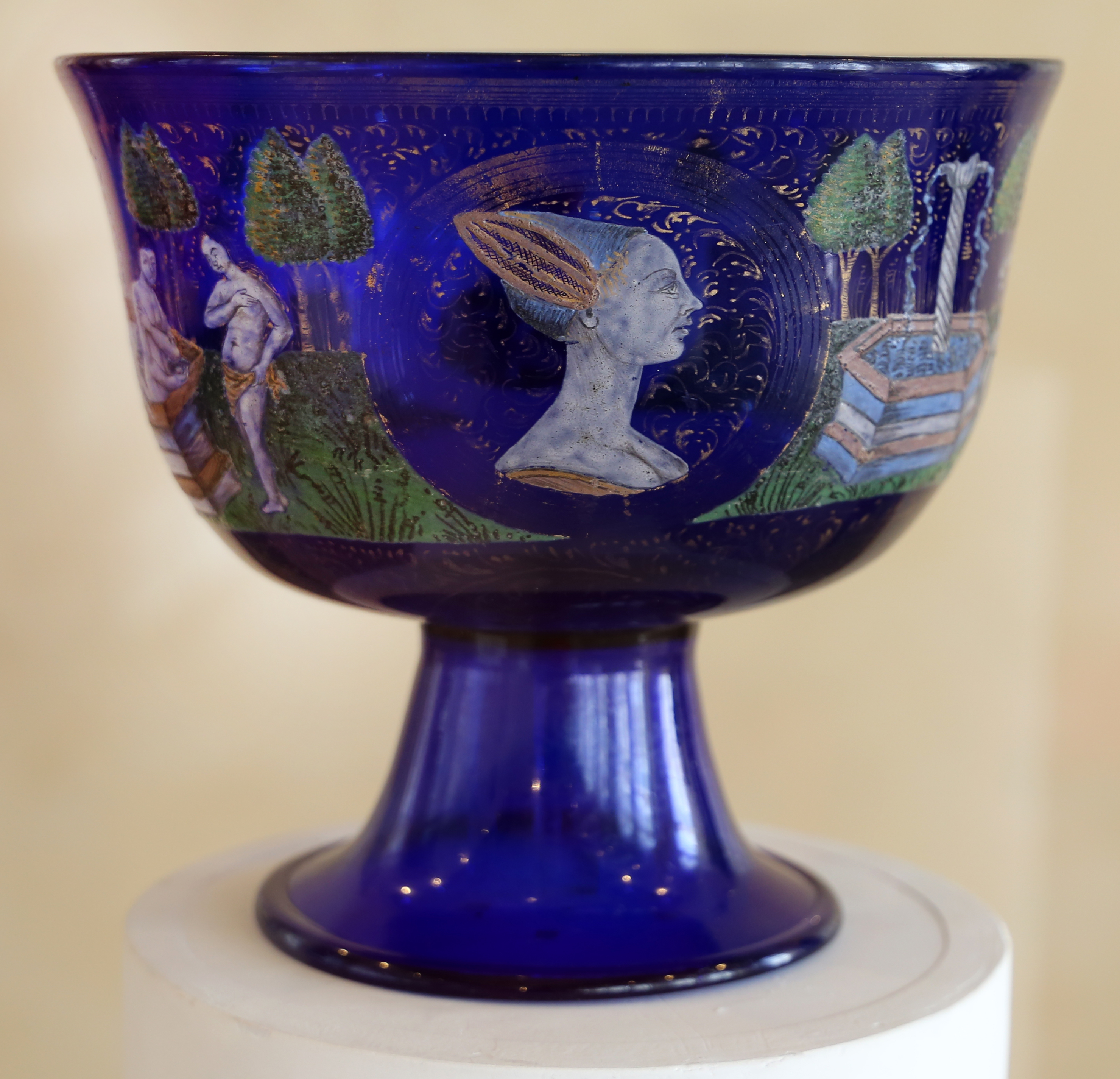
Angelo Barovier, coupe nuptiale.

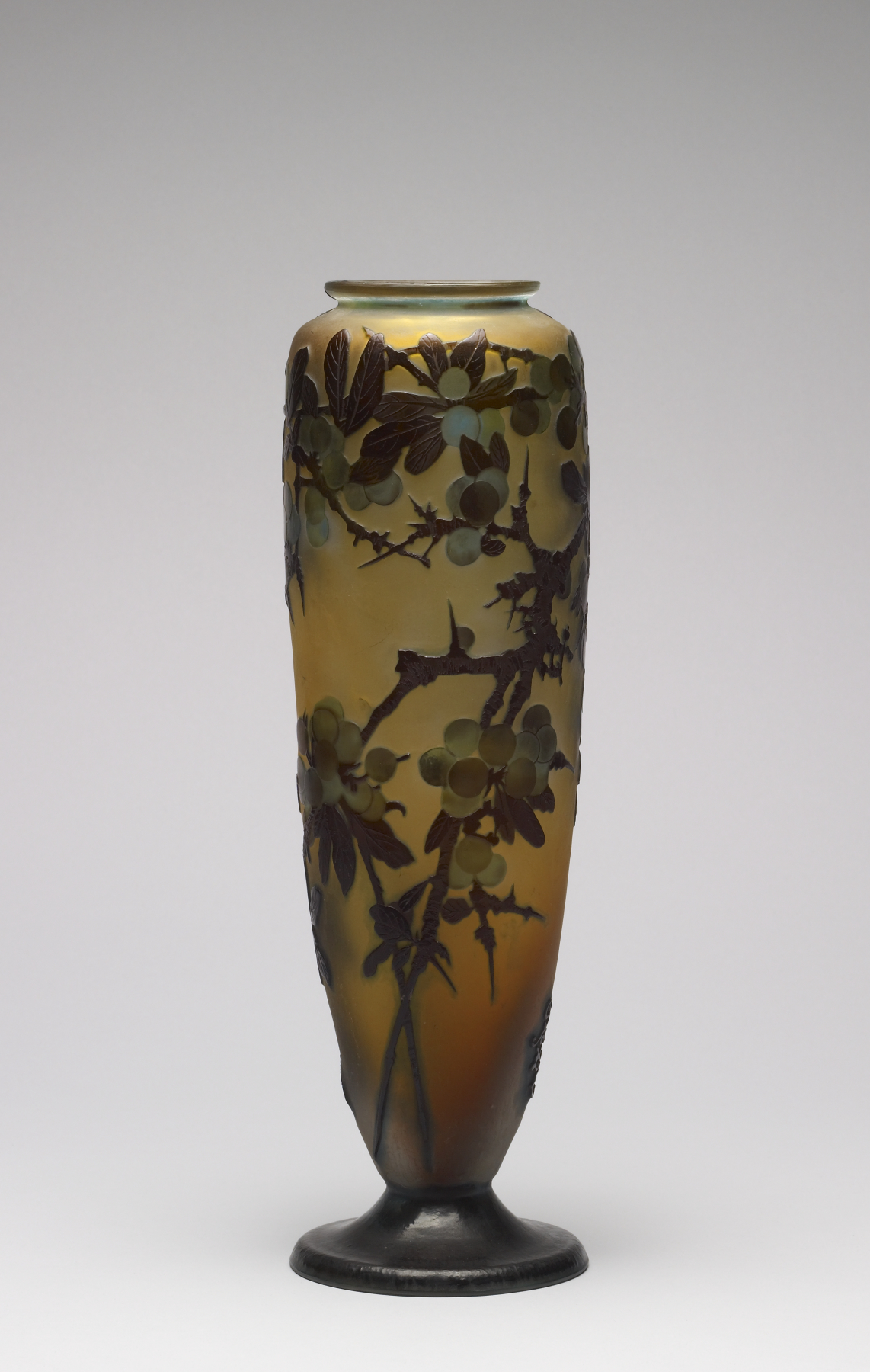
Vase de Gallé, verre multicouche, gravé à l'acide, bleu et brun sur fond jaune.

La plus ancienne manufacture verrière encore en activité est Barovier & Toso qui est établie sur l'île de Murano et est spécialisée depuis des siècles dans la production d'œuvres en cristal de Murano. Une de ses pièces significatives est la Coupe Barovier.
On doit, bien sûr, aussi citer pour la période Art nouveau, les fameuses productions d'Émile Gallé, de René Lalique, des frères Daum, de François-Théodore Legras, d'Argental ou des frères Muller. Pendant cette période, outre de nombreux vases émaillés à chaud, ont été produits les célèbres vases et lampes naturalistes, en verre multicouche, gravés à la meule ou attaqués à l'acide.
Maître verrier plus contemporain, le Belge Louis Leloup, (cristal travaillé à la canne, soufflé à la bouche) s'est vu dédier un musée à Kyoto au Japon [réf. nécessaire]. Né en 1929 en Belgique [réf. nécessaire], Louis Leloup travaille le cristal [réf. nécessaire]. L'artiste est d'abord passé par une longue phase d'acquisition et de développement des techniques nécessaires pour façonner le cristal [réf. nécessaire]. Ses œuvres sont exposées dans le monde entier [réf. nécessaire].

## Industrie du verre

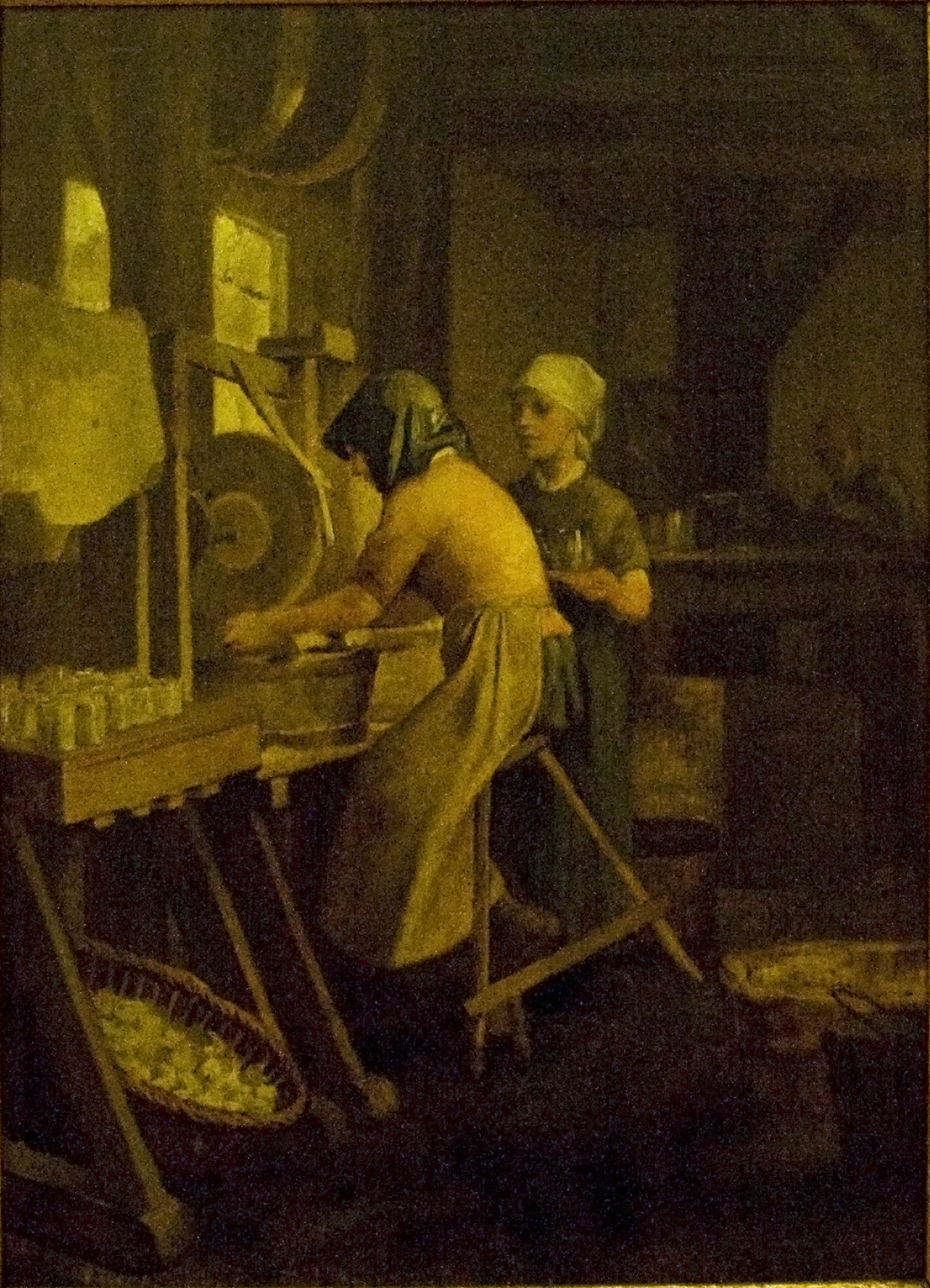
Atelier de verrerie, vers 1878
Constantin Meunier
Musée Oldmasters, Bruxelles.

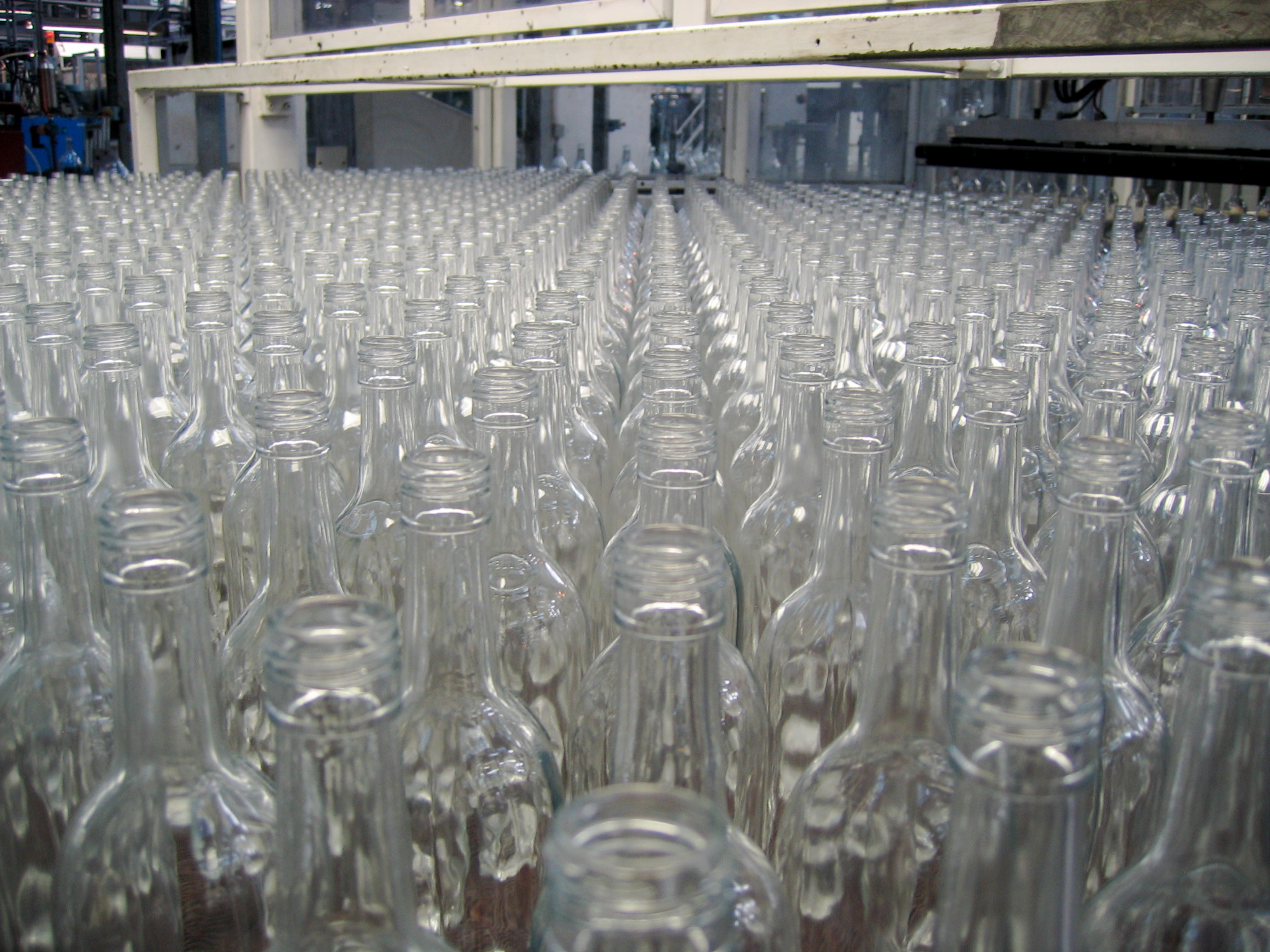
Chaîne de fabrication de bouteilles (Saint Gobain Cognac).

- En Lorraine, le duc Jean II accorde des privilèges exorbitants aux verriers dès 1448, ce qui débouchera sur la création de nombreuses verreries autour de la forêt d’Abreschviller. La Cristallerie de Vallérysthal est l’une des plus anciennes manufactures françaises de cristal spécialisée dans la gobeleterie et renommée pour son cristal supérieur (> 30 % de plomb).

- Les Verreries du Courval, fondées par la comtesse d'Eu, duchesse de Guise en 1623, aujourd'hui Verreries Pochet du Courval, leader du flaconnage de luxe (parfumerie et cosmétique).

- Les verreries Warin Rapeaud, créées par le baron Léon Warin à Paris, puis reprises par son neveu Lucien Rapeaud. On doit à cette famille de nombreuses inventions, et le développement des capsules en bakélite. Pierre Rapeaud mettra au point la première bonbonne gerbable, la W1. Cette maison fut aussi fabricante de pots de pharmacie. La signature distinctive de la verrerie est le « LW » avec une balance, et sur les pots un aigle doré[5].

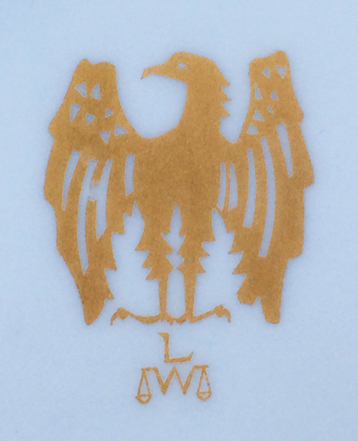
Aigle Warin et sigle.

- Émile Fourcault inventeur belge du premier procédé d'étirage du verre à vitre.
- Certains paysages ont été façonnés par les activités verrières comme la forêt de Darney, dans les Vosges, dont la trentaine de clairières habitées est le fruit des coupes de bois réalisées autour de verreries entre le XVe et le XIXe siècle.
- Les verreries de Fourtou sont un ensemble de verreries situées dans et autour de la localité de Fourtou.
- Les verreries de Carmaux : La verrerie royale, de 1754 à 1862 (manufacture à bouteille fonctionnant au charbon de terre), et la verrerie Sainte Clotilde de 1862 à 1931.
- La verrerie de Trinquetaille à Arles, du XVIIIe siècle, classée au titre des monuments historiques depuis 1987.
- La verrerie ouvrière d'Albi (VOA), créée en 1896 par les verriers de Carmaux avec le soutien de Jean Jaurès, toujours en activité à ce jour (2016).

## Recyclage du verre
Les bouteilles de verre usagées peuvent être fondues. La matière ainsi récupérée permet de fabriquer de nouvelles bouteilles. Le verre peut se recycler indéfiniment sans perdre ses qualités.
Le verre peut également être produit à partir de calcin (verre broyé) de récupération. La fabrication du verre à partir de calcin de récupération économise des matières premières et de l'énergie.
Avant d'être refondu, le verre subit différents traitements : broyage, lavage, élimination des colles, étiquettes, capsules, séparation du verre et des métaux et élimination des rebuts (porcelaine, cailloux…).
En France, le verre est récupéré pour être recyclé. L'Allemagne a choisi un autre système de réutilisation : la consigne. Dans ce système les bouteilles sont récupérées entières, lavées puis réutilisées.

## Reconnaissance
Les connaissances, techniques et savoir-faire du verre artisanal sont inscrits sur la liste représentative du patrimoine culturel immatériel de l'humanité en décembre 2023.
Auparavant, en 2020, l'UNESCO ajoutait sur cette même liste la pratique de la perle de verre.